# Естер Вергер
Естер Мери Вергер (хол. Esther Mary Vergeer; 18. јул 1981, Верден, Холандија) је холандска тенисерка и параолимпијка.
У осмој години је постала параплегичар и такмичи се у колицима. Рачунајући појединачну и конкуренцију парова, освојила је укупно 42 Гренд слем трофеја, 22 завршних турнира сезоне и 6 медаља на Параолимпијским играма. Остварила је низ од 470 узастопних победа без пораза и налази се на првом месту од 1999. године.
Од стране Међународне тениске федерације је проглашена за најбољу играчицу у колицима 12 узастопних година, почевши од 2000. Два пута, 2002. и 2008. године је добила награду за најбољу светску спортисткињу са инвалидитетом.